# اچ‌آر ۱۶۱۴
اچ‌آر ۱۶۱۴ یک ستاره است که در صورت فلکی جوی قرار دارد.